# Zeta1 Antliae
Zeta1 Antliae é uma estrela binária na constelação de Antlia. Com base em medições de paralaxe, está localizada a uma distância de aproximadamente 410 anos-luz (120 parsecs) da Terra. Ambos os componentes são estrelas de classe A da sequência principal (tipo espectral A0 V e A2 V) de rápida rotação. Eles têm uma magnitude aparente de +6,20 e 7,01 e estão separados no céu por 8,042 segundos de arco. A magnitude aparente combinada do sistema é +5,76, brilhante o bastante para ser visto a olho nu em boas condições de visualização.